# وست‌کلیف-آن-سی
وست‌کلیف-آن-سی حومهٔ شهر ساوتند-آن-سی در منطقه اسکس کشور انگلستان است. این شهر یک تفریحگاه ساحلی محسوب می‌شود که با لندن ۵۵ کیلومتر فاصله دارد.
صخره‌های ایجاد شده در ساحل جنوبی این شهر حاصل فرسایش خاک در دورهٔ کواترنری است که باعث شده ساحل ۶۰۰ متر عقب‌نشینی کند. همچنین خط قطار لندن، تیلبوری و ساوتند از این شهر عبور می‌کند و در آن ایستگاه دارد.